# Горна Чарлия
Горна Чарлия (на македонска литературна норма: Горна Чарлија) е село в южната част на Северна Македония, в община Могила.

## География
Селото е равнинно разположено в областта Пелагония, североизточно от град Битоля. Името произхожда от турската дума чаир, ливада. На юг е по-голямото село Долна Чарлия, в миналото двете села често са разбирани и представяни като едно под названието Чарлия. И двете села са на левия бряг на Църна река, но не до самото корито вероятно и поради поройния характер на реката и опасността от заливане на къщите.

## История
В XIX век Горна Чарлия е изцяло българско село в Битолска кааза на Османската империя.
Според статистиката на Васил Кънчов („Македония. Етнография и статистика“) от 1900 година Чарлий Горно има 120 жители, всички българи християни.
На Етнографската карта на Битолския вилает на Картографския институт в София от 1901 година Горно Чарлия е чисто българско село в Битолската каза на Битолския санджак с 9 къщи.
След Илинденското въстание в началото на 1904 година цялото село минава под върховенството на Българската екзархия. По данни на секретаря на екзархията Димитър Мишев („La Macédoine et sa Population Chrétienne“) през 1905 година в Горна Чарлия има 72 българи екзархисти. Към 1906-1907 година Горна Чарлия, заедно с Радобор, Трап, Будаково и Ношпал образува енория в Пелагонийската епархия на Екзархията, с енорийски свещеник Тодор Стоянов.
По време на Балканската война 4 души от Чарлия се включват като доброволци в Македоно-одринското опълчение.
През войната селото е окупирано от сръбски части и остава в Сърбия след Междусъюзническата война.
По време на българското управление на Вардарска Македония през Първата световна война Алинци е част от Добрушевска община в Битолска селска околия и има 51 жители.
Според преброяването от 2002 година селото има 3 жители, всички северномакедонци. Преброяването през 2021, отчита 0 души в селото.

## Личности
Родени в Чарлия (Долна или Горна)
- Веле Радобореца, македоно-одрински опълченец, четата на Милан Матов[10]
- Димитър Талев (1882 – ?), македоно-одрински опълченец, четата на Славчо Пирчев[11]
- Коте Неданов (1890 – ?), македоно-одрински опълченец, 2 рота на 4 битолска дружина[12]
- Петко Велев (1888 – ?), македоно-одрински опълченец, 1 рота на 4 битолска дружина[13]
- Тане Чарлийски (? – 1651), български хайдутин.